# دافيد ياشين
دافيد إسحاقوفيتش ياشين (بالروسية: Дави́д Исаа́кович Я́шин) (26 أغسطس 1904 - 4 فبراير 1971) كان مخرجًا سوفييتيًا لأفلام غير روائية. حصل على لقب فنان الشعب في جمهورية روسيا الاتحادية الاشتراكية السوفييتية عام 1959، ونال وسام ستالين من الدرجة الثانية عام 1951.

## السيرة الذاتية
وُلد في 26 أغسطس 1904.
في عام 1925، تخرج من معهد الدولة للكلمة. بدأ العمل في السينما منذ عام 1926، في البداية كمساعد مخرج، ثم بين عامي 1929 و1932 عمل كمخرج في استوديو "أوزبكفيلم". في الفترة من 1932 إلى 1935، عمل في "سويزكينوكرونيكا" (استوديو موسكو للأفلام الإخبارية منذ 1933)، ومنذ عام 1935 كان مخرجًا في "موستيكفيلم" ("موسناوتشفيلم" منذ 1945). كانت أفلامه تركز على قضايا العلم والطب.
| دافيد ياشين                                           | ...لأغراض علمية، يتم سحب كل الدم من الكلب، ثم يُعاد إحياؤه باستخدام جهاز. قام المخرج دافيد ياشين بتصوير هذه المشاهد الصادمة بنظرة طبية، مما وضع المشاهدين في الوضع الأكثر ملاءمة لتلقي هذا المحتوى. | دافيد ياشين |
| — عن فيلم "تجارب في إحياء الكائنات"، أليسا ناصردينوفا | |             |

كان أحد مؤسسي المجلة السينمائية "العلم والتقنية"، وكذلك مجلة "أخبار الزراعة" (1950).
كان عضوًا في اتحاد السينمائيين في الاتحاد السوفييتي.
توفي د. إ. ياشين في 4 فبراير 1971.

## قائمة الأفلام
كمخرج
- 1932 - أكتوبر الخامس عشر
- 1933 - إلى الطيران!
- 1933 - سبارتاكيادا من القادة
- 1933 - مائة ألف قميص / عرض اللياقة البدنية في موسكو
- 1934 - ارتفاع 22000 متر
- 1934 - إرنست تيلمان
- 1935 - المؤتمر السابع لعموم الاتحاد للسوفييت (خطاب ف. م. مولوتوف في المؤتمر السابع للسوفييت)
- 1935 - المؤتمر السابع لعموم الاتحاد للسوفييت (الإصدار الخاص رقم 2)
- 1935 - باكو
- 1935 - طريقة أليكسي ستاخانوف
- 1940 - تجارب في إحياء الكائنات
- 1941 - تعفن الجروح
- 1941 - الصدمة الرضية
- 1954 - البلورات
- 1956 - إ. م. سيشينوف
- 1957 - من أجل حياة المحكوم عليهم
- 1959 - زهور عالم الصخور

ككاتب سيناريو
- 1954 - البلورات (بالاشتراك مع أ. بيسارجييفسكي)
- 1959 - زهور عالم الصخور (بالاشتراك مع أ. بيسارجييفسكي)

## الجوائز والتكريمات
- جائزة ستالين من الدرجة الثانية (1951) - لمشاركته في إنشاء المجلة السينمائية "العلم والتقنية" (الأعداد 1-12، 1950).
- فنان الشعب في جمهورية روسيا الاتحادية الاشتراكية السوفييتية (1959).
- جائزة لومونوسوف - عن فيلم "حياة المحكوم عليهم" (1957).
- شارة "ممتاز في السينما السوفييتية" (7 نوفمبر 1964).

## روابط خارجية
- "ياشين دافيد إسحاقوفيتش". فن السينما. تاريخ السينما (بالروسية). Archived from the original on 2022-11-26. Retrieved 2022-11-26.
- "المخرج ياشين د." مركز الأفلام العلمية (بالروسية). Archived from the original on 2024-12-04. Retrieved 2022-11-26.